# المحقق كونان (الموسم 6)
المحقق كونان هو الموسم السادس من سلسلة المحقق كونان (باليابانية: 名探偵コナン، تُنطق ميه‌‌تانتيه كۆنان أي المحقق العظيم كونان) تُرجمت رسميًا إلى المُحقق كونان، وهي سلسلة مانغا للكاتب غوشو أوياما حُولِّت إلى مسلسل أنيمي وحلقات أوفا وأفلام أنمي وألعاب فيديو ووسائط أخرى يابانية وقد بدأ عرض السلسلة من 15 فبراير 1999 ولغاية 27 سبتمبر 1999.
أُذيعت الحلقة الأولى في 8 يناير 1996 وعرضت الحلقات بالتوالي إلى أن وصلت إلى أكثر من 1,164 حلقة، وبذلك تحتل المركز الخامس عشر في قائمة أكثر الأنيميات من حيث عدد الحلقات. يتم عرض حلقة واحدة من الأنمي أسبوعيًّا على نبون تلفجن إلا في حالات عرض الأفلام فإنها قد تتأجل إلى أسبوعين أو أكثر. تتم دبلجة الأنيمي للغة العربية من قِبَل مركز الزهرة ولا تزال دبلجته مُستمرة لأكثر من ثمانية عشرة سنة منذ سنة 1998، حيث عُرض لأول مرة على تلفزيون قطر، وقد وصلت الحلقات المُدبلجة إلى 597 (566 بالنّظام الياباني) من أصل 1,164 حلقة.
يُعرَض المحقق كونان في اليابان على قناة نيبون تي في وقناة يوميأوري وقناة أنيماكس وقناة YTV اليابانية، وقد لاقى المحقق كونان رواجًا كبيرًا في اليابان حيث احتل مركزًا من ضمن المراكز الستة الأوائل في ست مناسبات مختلفة. وبحسب استطلاعات الرأي التي أجرتها مجلة أنيميج، اعتبر الأنيمي من بين أفضل 20 أنيمي تم إصداره خلال الفترة من عام 1996 ولغاية عام 2001. أيضا احتل المحقق كونان المركز الثالث والعشرين من ضمن قائمة أفضل 100 أنيمي، أجرته شبكة أساهي اليابانية في عام 2005.

## عناوين الحلقات
| #       | #             | عنوان الحلقة | عنوان الحلقة                        | تفاصيل الحلقة | تفاصيل الحلقة  |
| اليابان | العالم العربي | باليابانية | بالدبلجة العربية                    | في المانغا    | تاريخ العرض    |
| ------- | ------------- | --- | ----------------------------------- | ------------- | -------------- |
| 135     | 140           | البحث عن السلاح المفقود 「消えた凶器捜索事件」 - Kieta Kyōki Sōsaku Jiken                                                                                     | البحث عن سلاح الجريمة               | فلر           | 15 فبراير 1999 |
| 136     | 141           | جريمة قتل في القصر الأزرق (الجزء الأول) 「青の古城探索事件（前編）」 - Ao no Kojō Tansaku Jiken (Zenpen)                                                      | القلعة الزرقاء (الجزء الأول)        | فصل 200-203   | 22 فبراير 1999 |
| 137     | 142           | جريمة قتل في القصر الأزرق (الجزء الثاني) 「青の古城探索事件（後編）」 - Ao no Kojō Tansaku Jiken (Kōhen)                                                      | القلعة الزرقاء (الجزء الثاني)       | فصل 200-203   | 1 مارس 1999    |
| 138     | 143           | جريمة قتل "العرض الأخير للفيلم" (الجزء الأول) 「最後の上映殺人事件（前編）」 - Saigo no Jouei Satsujin Jiken (Zenpen)                                         | العرض الاخير (الجزء الأول)          | فصل 222-224   | 8 مارس 1999    |
| 139     | 144           | جريمة قتل "العرض الأخير للفيلم" (الجزء الثاني) 「最後の上映殺人事件（後編）」 - Saigo no Jouei Satsujin Jiken (Kōhen)                                         | العرض الاخير (الجزء الثاني)         | فصل 222-224   | 15 مارس 1999   |
| 140     | 145           | رسالة استغاثة من أيومي 「SOS!歩美からのメッセージ」 - SOS! Ayumi Kara no Messeiji                                                                             | رسالة من إيومي                      | فلر           | 12 أبريل 1999  |
| 141     | 146           | جريمة قتل ليلة الزفاف (الجزء الأول) 「結婚前夜の密室事件（前編）」 - Kekkon Zenya no Misshitsu Jiken (Zenpen)                                                 | خلف الباب الموصد (الجزء الأول)      | فصل 211-214   | 19 أبريل 1999  |
| 142     | 147           | جريمة قتل ليلة الزفاف (الجزء الثاني) 「結婚前夜の密室事件（後編）」 - Kekkon Zenya no Misshitsu Jiken (Kōhen)                                                 | خلف الباب الموصد (الجزء الثاني)     | فصل 211-214   | 26 أبريل 1999  |
| 143     | 148           | الملاحظة الفلكية المريبة 「疑惑の天体観測」 - Giwaku no Tentaikansoku                                                                                         | المرصد الفلكي                       | فلر           | 3 مايو 1999    |
| 144     | 149           | جريمة قتل على متن قطار "النجم الشمالي #3" السريع (الجزء الأول) 「上野発北斗星3号（前編）」 - Ueno-hatsu Hokutosei Sango (Zenpen)                              | حادثة في قطار الشمال (الجزء الأول)  | فصل 215-218   | 10 مايو 1999   |
| 145     | 150           | جريمة قتل على متن قطار "النجم الشمالي #3" السريع (الجزء الثاني) 「上野発北斗星3号（後編）」 - Ueno-hatsu Hokutosei Sango (Kōhen)                              | حادثة في قطار الشمال (الجزء الثاني) | فصل 215-218   | 17 مايو 1999   |
| 146     | 151           | قصة حب في مقر شرطة العاصمة (الجزء الأول) 「本庁の刑事恋物語（前編）」 - Honchō no Keiji Koi Monogatari (Zenpen)                                               | ذكاء المحقق (الجزء الأول)           | فصل 208-210   | 24 مايو 1999   |
| 147     | 152           | قصة حب في مقر شرطة العاصمة (الجزء الثاني) 「本庁の刑事恋物語（後編）」 - Honchō no Keiji Koi Monogatari (Kōhen)                                               | ذكاء المحقق (الجزء الثاني)          | فصل 208-210   | 30 مايو 1999   |
| 148     | 153           | التوقف المفاجئ لعربة القطار 「路面電車急停止事件」 - Rōmen Densha Kyūteishi Jiken                                                                             | قضية القطار القديم                  | فلر           | 7 يونيو 1999   |
| 149     | 154           | القفز في مدينة الألعاب 「遊園地パンジー事件」 - Yūenchi Banjii Jiken                                                                                          | قفزة البطل الطائر                   | فلر           | 21 يونيو 1999  |
| 150     | 155           | حقيقة السيارة المنفجرة (الجزء الأول) 「自動車爆発事件の真相（前編）」 - Jidōsha Bakuhatsu Jiken no Shinsō (Zenpen)                                            | لغز السيارة المتفجرة (الجزء الأول)  | فلر           | 28 يونيو 1999  |
| 151     | 156           | حقيقة السيارة المنفجرة (الجزء الثاني) 「自動車爆発事件の真相（後編）」 - Jidōsha Bakuhatsu Jiken no Shinsō (Kōhen)                                            | لغز السيارة المتفجرة (الجزء الثاني) | فلر           | 5 يوليو 1999   |
| 152     | 157           | العجوز المفقود 「謎の老人失踪事件」 - Nazo no Rōjin Shissō Jiken                                                                                              | اختفاء الرجل العجوز                 | فلر           | 12 يوليو 1999  |
| 153     | 158           | قصة صيف (سونوكو) الخطر (الجزء الأول) 「園子のアブない夏物語（前編）」 - Sonoko no Abunai Natsumonogatari (Zenpen)                                             | نزهة محفوفة بالمخاطر (الجزء الأول)  | فصل 219-221   | 19 يوليو 1999  |
| 154     | 159           | قصة صيف (سونوكو) الخطر (الجزء الثاني) 「園子のアブない夏物語（後編）」 - Sonoko no Abunai Natsumonogatari (Kōhen)                                             | نزهة محفوفة بالمخاطر (الجزء الثاني) | فصل 219-221   | 26 يوليو 1999  |
| 155     | 160           | جريمة قتل في الغرفة المقحمة تحت الماء 「水中の鍵密室事件」 - Suichū no Kagi Misshitsu Jiken                                                                   | الخنفساء الجائعة                    | فلر           | 2 أغسطس 1999   |
| 156     | 161           | قصة الحب الثانية في مقر شرطة العاصمة (الجزء الأول) 「本庁の刑事恋物語2（前編）」 - Honchō no Keiji Koi Monogatari 2 (Zenpen)                                  | بريء في قفص الاتهام (الجزء الأول)   | فصل 231-233   | 9 أغسطس 1999   |
| 157     | 162           | قصة الحب الثانية في مقر شرطة العاصمة (الجزء الثاني) 「本庁の刑事恋物語2（後編）」 - Honchō no Keiji Koi Monogatari 2 (Kōhen)                                  | بريء في قفص الاتهام (الجزء الثاني)  | فصل 231-233   | 16 أغسطس 1999  |
| 158     | 163           | خط الحزام الصامت 「沈黙の環状線」 - Chinmoku no Kanjosen | الفتاة الصامتة                      | فلر           | 23 أغسطس 1999  |
| 159     | 164           | أسطورة الهيكل ذو الطوابق الخمسة الغامض (الجزء الأول) 「怪奇五重塔伝説（前編）」 - Kaiki Gojūnotō Densetsu (Zenpen)                                            | مدرسة اليوغا (الجزء الأول)          | فلر           | 6 سبتمبر 1999  |
| 160     | 165           | أسطورة الهيكل ذو الطوابق الخمسة الغامض (الجزء الثاني) 「怪奇五重塔伝説（後編）」 - Kaiki Gojūnotō Densetsu (Kōhen)                                            | مدرسة اليوغا (الجزء الثاني)         | فلر           | 13 سبتمبر 1999 |
| 161     | 166           | الجريمة العائمة على سطح المجرى المائي في المطعم 「流水亭に流れる殺意」 - Ryūsuitei ni Nagareru Satsui                                                         | مطعم القوارب الصغيرة                | فلر           | 20 سبتمبر 1999 |
| 162     | 167           | الغرفة المغلقة في السماء! قضية شينتشي كودو الأولى (حلقة خاصة لمدة ساعة) 「空飛ぶ密室 工藤新一最初の事件」 - Sora Tobu Misshitsu Kudō Shinichi Saisho no Jiken | لقاء طال انتظاره (الجزء الأول)      | فصل 204-207   | 27 سبتمبر 1999 |
| 162     | 168           | الغرفة المغلقة في السماء! قضية شينتشي كودو الأولى (حلقة خاصة لمدة ساعة) 「空飛ぶ密室 工藤新一最初の事件」 - Sora Tobu Misshitsu Kudō Shinichi Saisho no Jiken | لقاء طال انتظاره (الجزء الثاني)     | فصل 204-207   | 27 سبتمبر 1999 |